# Geum peruvianum
Geum peruvianum là loài thực vật có hoa trong họ Hoa hồng. Loài này được Focke mô tả khoa học đầu tiên năm 1906.